# Otis (nome)
Otis  è un nome proprio di persona inglese maschile.

## Origine e diffusione
Riprende l'omonimo cognome inglese, derivante dal nome medievale Ode, correlato ad Oddone; negli Stati Uniti si è diffuso in onore del rivoluzionario James Otis.

## Onomastico
Il nome è adespota, ovvero non è portato da alcun santo, pertanto l'onomastico ricade il  1º novembre, giorno di Ognissanti. Vista la derivazione, può in alternativa essere festeggiato lo stesso giorno di Oddone.

## Persone

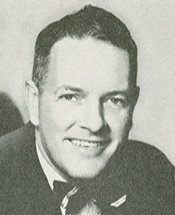
Otis Pike

- Otis Birdsong, cestista statunitense
- Otis Davis, atleta statunitense
- Otis George, cestista dominicense
- Otis Harlan, attore statunitense
- Otis Harris, atleta statunitense
- Otis Hill, cestista statunitense
- Otis Howard, cestista statunitense
- Otis Murphy, sassofonista statunitense
- Otis Pike, politico statunitense
- Otis Rush, chitarrista e cantautore statunitense
- Otis Redding, cantante statunitense
- Otis Smith, cestista e dirigente sportivo statunitense
- Otis Spann, musicista e cantante statunitense
- Otis Thorpe, cestista statunitense
- Otis Turner, regista, sceneggiatore e produttore cinematografico statunitense

## Il nome nelle arti
- Otis B. Driftwood è un personaggio dei film La casa dei 1000 corpi e La casa del diavolo, diretti da Rob Zombie.
- Otis Milburn è un personaggio della serie Netflix Sex Education.
- Otis è il nome di uno dei buoi protagonisti del film Barnyard - Il cortile.